# マッキンゼーの7S
マッキンゼーの7S（McKinsey 7S framework）とは、組織を考える上で必要な7つの要素（経営資源）である。マッキンゼー・アンド・カンパニーが開発した。ハードのSとソフトのSに分類される。
ハードのS
経営者が比較的短期間に変更可能でコントロールしやすいもの
組織構造 (Structure)
企業がどのように組織化されているか。たとえば、組織階層と上司部下の関係はどうなっているか、次組織が職能別か、事業部制になっているかなど。
システム (System)
管理システムや情報システムなどの仕組み、管理手続きがどうなっているか。たとえば給与制度、インセンティブ制度、業績評価システム、資源配分システム、経営管理システムなど
戦略 (Strategy)
競争優位の源泉は何か、戦略の優先課題は何か、どの分野にどのように経営資源を配分するかなどの戦略。
ソフトのS
その会社で働く人々によって決まるものであり、通常、簡単には変更できずコントロールしにくいもの
スキル (Skill)
社員や企業が持っている特定の能力。おこなっているビジネスに重要で、しかも競合他社にないスキルがあれば、競争優位を確立することができる。
人材 (Staff)
どのようなリーダーシップがとられているか、採用と人材育成の方法はどのようになっているか、どのような人材が何人いるかなど。
スタイル (Style)
組織の文化や経営スタイル
共有価値 (Shared value)
会社のよりどころとなる経営理念や価値観が浸透しているか。
これら7つの要素は互いに影響しあう。企業の競争優位の確立には、そのビジネスに合わせて、これら7つをバランスよく備えることが重要であるとされる。